# クエスチョンマーク号

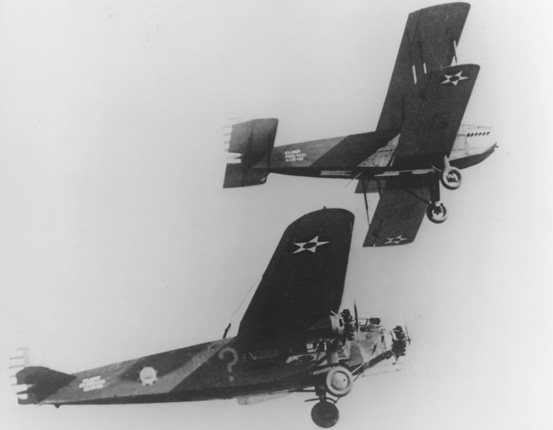
クエスチョンマーク号 (下方)

クエスチョンマーク号（Question Mark）は、アメリカ陸軍の実験機。1929年1月1日から1月7日までの間、空中給油による連続無着陸飛行の記録を作った。アトランティック-フォッカー社のC-2Aから改造された。

## 経緯・概要
最初の空中給油の実験は1923年6月27日にアメリカ陸軍航空隊によってサンディエゴのロックウェル基地で2機のボーイング製のデ・ハビランド DH-4Bを使って成功した。1923年8月に同チームによって、9回の空中給油で37時間の無着陸飛行の記録が作られた。1928年6月、ベルギーのAdjutant Louis CrooyとVictor Groenenによって空中給油による連続飛行の記録が61時間を越えるものに更新されたので、アメリカ陸軍に連続無着陸飛行の記録を作るプロジェクトが作られた。
記録機はフォッカー社の旅客機F-VIIa三発機の軍用輸送機仕様であるC-2Aが改造された。192ガロンの燃料の入る翼内タンクに加えて、貨物室に150ガロンのタンクが増設され、主翼の直後のハッチの天井が切り取られ、空中給油のホースを受け取れるように改造された。100ガロンの燃料を約90秒で受け取ることができた。45ガロンの潤滑油タンクがエンジンを潤滑するために設けられ、ロッカー・アームの潤滑のための配管が追加された。コクピットから主翼をつたわって主翼エンジンの緊急修理のための通路がつくられた。プロペラ・ノイズを減らすために主翼エンジンのプロペラは2枚羽のものに変えられた。機名はどれだけ飛ぶつもりかというくり返しされる質問に対する回答"That is the question."に由来し胴体の両側に大きなクエスチョンマーク（？）が描かれた。
給油機は2機の単発輸送機ダグラス C-1が改造され、荷物室に150ガロンの燃料タンク2個が設置され2.5インチ径の50フィートの給油ホースが詰まれた。ホースの出し入れなどの作業のためのクルーが荷物室に乗り込んだ。飛行は1929年1月1日から開始され、天候に恵まれることが予想され、宣伝効果の面からフットボールのローズボウルの開かれているロサンゼルスの上空を飛ぶ計画がされた。サンディエゴのロックウェル基地とメトロポリタン空港を通過する楕円コースが選ばれた。
1929年1月1日の7時26分、アイラ・エーカー、カール・スパーツら5名の乗員をのせてVan Nuysを離陸し、1時間後に第1回の給油が行われた。
1月7日の2時3分に左エンジンの故障により着陸するまで150時間46分の飛行を行い、ツェッペリン飛行船が保有していた連続滞空の世界記録についても約39時間更新することとなった。
その間37回の給油と6回の補給が行われた。43回の作業のうち12回は夜間におこなわれた。
この飛行は長距離飛行の記録挑戦のブームを生み、1929年は民間人による40の飛行が試みられ、9回の飛行の記録はクエスチョンマーク号の記録を上回った。1929年の終わりにはデール・レッド・ジャクソンらが、カーチス ロビンを使って420時間の連続飛行の記録を打ち立てた。陸軍は空中給油が実用的な運用に適用可能であることを示すために、1929年5月21日に爆撃機キーストーン LB-7を使った空中給油のデモンストレーションを行った。
クエスチョンマーク号は1931年にエンジンを300馬力のライトR-975に換装され、C-7に名前を変えられ通常の輸送業務に使われた。